# Бадельт, Клаус
Клаус Бадельт (нем. Klaus Badelt, род. 12 июня 1967, Франкфурт-на-Майне, Германия) — немецкий композитор и музыкальный продюсер.

## Биография
Получил известность благодаря написанию музыки к фильмам.
Бадельт начал свою музыкальную карьеру, написав музыку для многих успешных фильмов на своей родине. В 1998 году Ханс Циммер пригласил Бадельта на работу в свою студию Media Ventures (сегодня Remote Control Productions) в Санта-Монике, Калифорния, на тот момент совместно принадлежавшую ему с Джеем Рифкином. С тех пор Бадельт работает над собственными фильмами и телевизионными проектами, а также сотрудничает с другими бывшими и нынешними композиторами Remote Control, такими как Гарри Грегсон-Уильямс («Хроники Нарнии»), Джон Пауэлл и Джефф Занелли.
Во время сотрудничества с Циммером Бадельт участвовал в написании музыки к номинированным впоследствии на Оскар фильмам «Гладиатор», «Тонкая красная линия» и «Принц Египта», а также написал музыку для многих хорошо известных режиссёров: Ридли Скотта, Тони Скотта, Терренса Маллика, Джона Ву, Кэтрин Бигелоу, Джеффри Катценберга, Тома Круза, Шона Пенна, Гора Вербински и Стивена Спилберга. Бадельт подготовил совместный трек для Hollywood Box office hit Gladiator, режиссируемого Ридли Скоттом, а также написал часть с певицей и композитором Лизой Джеррард. Сочинив музыку к «Гладиатору», «Миссия невыполнима 2» и "Людям Икс", И участвует в трех наиболее успешных фильмах в 2000 году. Бадельт сотрудничал с Циммером в других успешных фильмах, таких как «Пираты карибского моря», «Обещание» и в 2001 году в блокбастерах «Ганнибал», «Пёрл Харбор». В 2004 году  основал в Санта-Монике свою собственную кинокомпанию Theme Park Studios,  работая  над  фильмами: Константин , Посейдон , Rescue Dawn и TMNT.

## Фильмография
2001
- Безумные дни[англ.]
- Непобедимый (совместно с Хансом Циммером)
- Обещание (совместно с Хансом Циммером)

2002
- Эквилибриум
- Manfast
- К-19: Оставляющая вдов
- Машина времени
- Техносекс

2003
- Пираты Карибского моря: Проклятие Чёрной жемчужины (совместно с Хансом Циммером)
- Наперекор судьбе[англ.] (совместно с Рамином Джавади)
- База «Клейтон»
- Банда Келли
- Рекрут

2004
- Женщина-кошка

2005
- Клятва
- Константин: Повелитель тьмы (вместе с Брайаном Тайлером)

2006
- Спасительный рассвет
- Полиция Майами. Отдел нравов (фильм)
- Посейдон
- 16 кварталов
- Ультрафиолет

2007
- Heaven and Earth
- Skid Row
- Предчувствие
- TMNT: Черепашки-ниндзя

2008
- В поисках сокровищ нибелунгов
- Царь скорпионов 2: Восхождение воина
- Звёздный десант 3: Мародёр
- Охотники на драконов

2009
- Маленький Николя
- Соломон Кейн (фильм)

2010
- Копьё судьбы
- 22 пули: Бессмертный
- Сердцеед

2011
- Вундеркинды[англ.]

2012
- Астерикс и Обеликс в Британии
- Замуж на 2 дня

2014
- Halo: Сумерки

2015
- Королева пустыни

2017
- Балерина